# Vazhapadi
Vazhapadi é uma panchayat (vila) no distrito de Salem, no estado indiano de Tamil Nadu.

## Demografia
Segundo o censo de 2001, Vazhapadi tinha uma população de 16,121 habitantes. Os indivíduos do sexo masculino constituem 50% da população e os do sexo feminino 50%. Vazhapadi tem uma taxa de literacia de 64%, superior à média nacional de 59,5%: a literacia no sexo masculino é de 71% e no sexo feminino é de 57%. Em Vazhapadi, 12% da população está abaixo dos 6 anos de idade.